# 龙王乡 (新郑市)
龙王乡，是中华人民共和国河南省郑州市新郑市下辖的一个乡镇级行政单位。根据国家统计局网站数据，2018年时已归郑州航空港经济综合实验区管辖。

## 行政区划
龙王乡下辖以下地区：
耿坡村、龙王村、岗冯村、王道村、赵郭李村、皮里店村、铁李村、安新庄村、万家村、庙前刘村、二甲张村、小左村和陈楼村。